# CARIFORUM
Karibské fórum (CARIFORUM) je podskupina Africké, Karibské a Pacifické skupiny států a slouží jako základ pro hospodářský dialog s Evropskou unií. Bylo založena v roce 1992. Členství v něm má 15 států Karibského společenství spolu s Dominikánskou republikou. V roce 2008 podepsali s Evropskou unií Dohodu o hospodářském partnerství CARIFORUM-EU. Guyana a Haiti vyjádřily výhrady a nezúčastnily se slavnostního podpisu dohody.